# Ligidium zaitzevi
Ligidium zaitzevi is een pissebed uit de familie Ligiidae. De wetenschappelijke naam van de soort is voor het eerst geldig gepubliceerd in 1950 door Borutzkii.